# Fernand Bezançon
Pour les articles homonymes, voir Bezançon.
Fernand Jules Félicien Bezançon (1868-1948) est un médecin français, bactériologiste, président de l'Académie nationale de médecine en 1938, auteur de nombreuses publications.

## Biographie
Fernand Bezançon est né le 23 février 1868 à Boulogne-sur-Seine d'un père Jules (1836-1909) lui-même médecin et il aura un fils Albert (1879-1983) médecin également.
Il devient docteur en médecine en 1895 après des études à la Faculté de médecine de Paris, avant de passer professeur agrégé en 1901 à la même faculté. Nommé Professeur de clinique médicale à l'hôpital Saint-Antoine à Paris puis Professeur de clinique de la tuberculose à l'Hôpital Laënnec, il devient chef du laboratoire de bactériologie de la Faculté de Paris. Les prix Portal et Daudet lui sont attribués par l'Académie de médecine de Paris. Il prend la vice présidence de la Société Anatomique de Paris en 1900, devient secrétaire général de la Société d'études scientifiques sur la tuberculose puis président de l'Académie de Médecine de Paris en 1938.
Il collabore à la rédaction de nombreuses revues médicales, Bulletin de la Société médicale des hôpitaux, Archives de médecine expérimentale, Bulletin de la Société anatomique et de la Société de biologie. Il publie les études cliniques qu'il effectue sur les maladies infectieuses et en particulier sur les affections à streptocoque et à pneumocoque. Ses recherches sur le traitement de la tuberculose, maladie répandue au début du XXe siècle, assoient sa notoriété.
Il meurt en juin 1948.

## Publications
- Traité de hématologie, en collaboration avec Marcel Labbé, 1904
- Contribution à l'étude de la rate dans les maladies infectieuses, 1895
- Traité de l'examen des crachats, étude histo-chimique, cytologique, bactériologique et chimique, en collaboration avec S.I.de Jong, 1912
- Exposé des travaux sur la tuberculose de M. le Dr Fernand Bezançon, 1912
- Précis de pathologie médicale, 1931
- Précis de microbiologie clinique, 1906
- Nouveau traité de médecine et de thérapeutique, en collaboration avec Widal Fernand et Ernest Labbé, 1911

## Postérité
Le sanatorium de Saint Martin du Tertre (Val d'Oise) devenu Centre médical Fernand Bezançon donna son nom aux bâtiments en l'honneur de ses travaux sur la tuberculose.